# Impressionismo

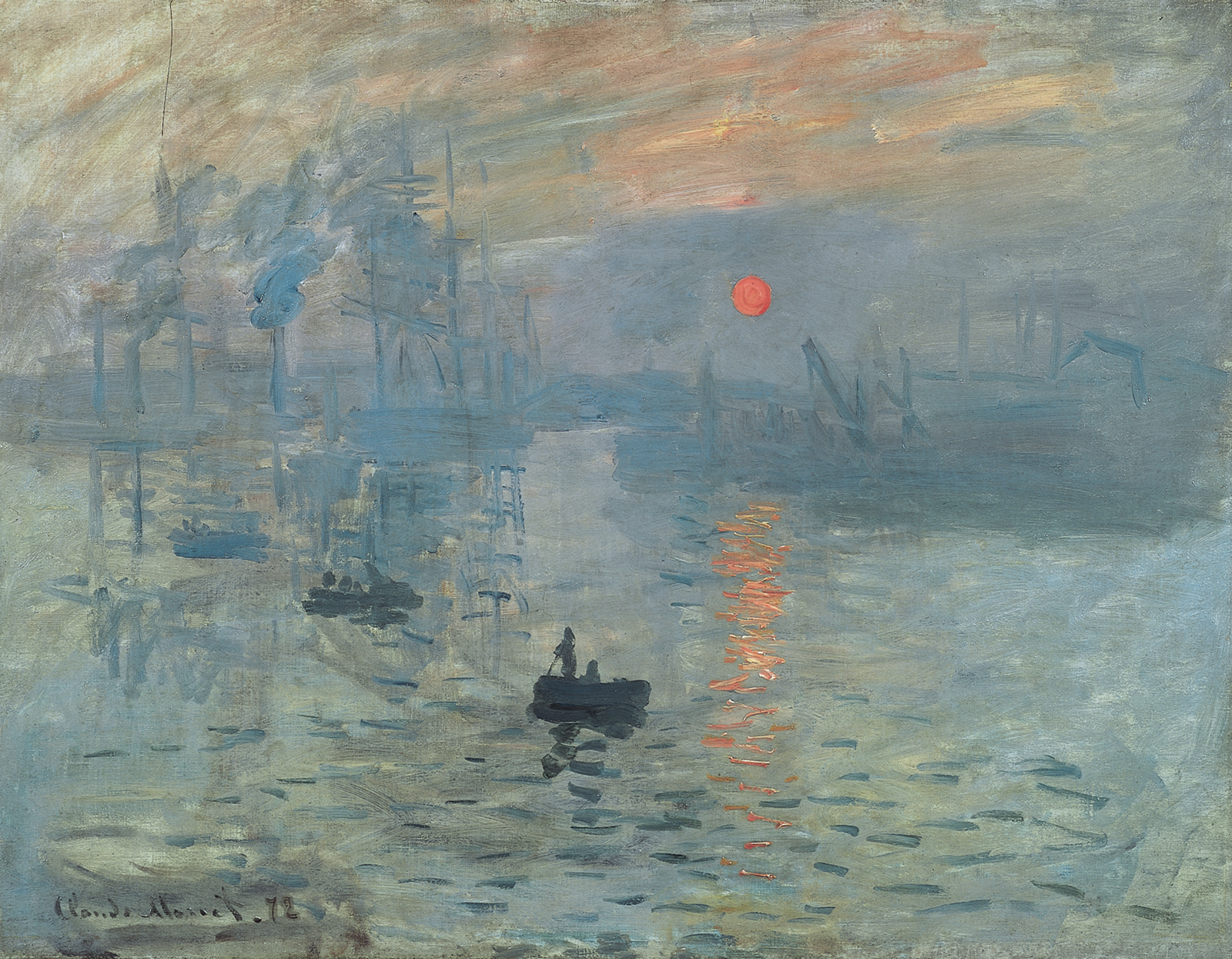
Claude Monet, Impressão, 1872, óleo sobre tela, Museu Marmottan Monet, Paris. Essa pintura se tornou a fonte do nome do movimento, depois que o artigo de Louis Leroy, A Exposição dos Impressionistas o mencionou de forma satírica.

O impressionismo foi um movimento que surgiu na pintura francesa do século XIX, vivia-se nesse momento a chamada Belle Époque ou Bela Época em português. O nome do movimento é derivado da obra "Impressão: nascer do sol" (1872), de Claude Monet.
Começou com um grupo de jovens pintores que rompeu com as regras da pintura vigentes até então. Os autores impressionistas não mais se preocupavam com os preceitos do realismo e/ou da academia. A busca pelos elementos fundamentais de cada arte levou os pintores impressionistas a pesquisar a produção pictórica não mais interessados em temáticas nobres ou no retrato fiel da realidade, mas em ver o quadro como obra em si mesma. A luz e o movimento utilizando pinceladas soltas tornam-se o principal elemento da pintura, sendo que geralmente as telas eram pintadas ao ar livre para que o pintor pudesse capturar melhor as variações de cores da natureza.
O impressionismo não foi aceito em princípio na Europa do século XIX, pois os estilos vigentes à época eram acadêmicos e lineares: neo-classicismo, realismo e romantismo. No caso do neo-classicismo, também preocupava-se com a perfeição, a ponto de que pintores passariam a corrigir nas obras os "defeitos" dos corpos de seus modelos para atingí-la. O realismo, por outro lado, se preocupava em retratar a realidade exatamente como ela era. Já o trabalho romântico era extremamente subjetivista.
Mas alguns artistas e intelectuais, sob a influência de Charles Baudelaire, possuem o desejo de mudança. Baudelaire acreditava que era necessário que o olhar do artista fosse desprovido de preconceito e que houvesse um compromisso com o presente. Este desejo de mudança se traduz em experimentação de reformulação pictórica, que mais tarde levaria a pintura a ficar livre para traçar um novo caminho.
O impressionismo é uma arte visual, onde a representação do que se vê é o tema central das obras do movimento. As cenas pintadas são, em grande parte, apenas as que são observadas pelo próprio pintor. Neste sentido, o “ver” do impressionismo assume outro sentido; é o de selecionar, recortar, modelar de acordo com o objeto que se observa diretamente. Os artistas do impressionismo selecionam a impressão como uma experiência importante a ser valorizada.
Mas apesar de parecer que o impressionismo se trata de imitação do real, não é exatamente isso que os artistas impressionistas fazem. O impressionismo é sobre traduzir um objeto real através do olhar diferenciado, onde posteriormente essa forma de olhar se torna uma construção sobre o objeto real.
Os impressionistas buscavam retratar os objetos através do contraste de cor e luz, onde as próprias pinceladas dos pintores se tornam uma marca de luz e sombra na tela. A pincelada do impressionismo deixa uma marca na tela, como se fosse a letra do autor; seu relevo, deixado na tela propositalmente, faz com que a luz e sombra estejam presentes em cada pincelada. A sensação, elemento fundante do impressionismo, deixa de ser puramente fisiológica e passa a ser construída e deliberada.
O impressionismo, em primeira instância, se utiliza da paisagem como objeto único e central no quadro. Seria durante o Realismo que surgiria a paisagem como tema central de pinturas e quadros, tendo caráter especialmente referencial. O impressionismo é a técnica pictórica que levou seus artistas a representarem da melhor maneira a impressão visual da realidade.
Mas o impressionismo não causou só reações de críticas. A resistência ao impressionismo e suas obras vinha da grande ruptura que o impressionismo trazia enquanto movimento: ele negligenciava as formas para privilegiar a cor. Não é todo o impressionismo que é rejeitado, no entanto. Algumas das características do impressionismo que foram adotadas da pintura clássica ainda são bem vistas pela maioria, sendo que podem ser enxergadas como o rigor que não era presente, até então, nas pinturas impressionistas.
Por volta de 1884, surgiu uma estética relacionada àquela impressionista por excelência, que ainda que crítica ao impressionismo, continuaria seu legado. O neo-impressionismo não rejeitava todos os princípios e obras impressionistas como era comum à sua época, mas sim queriam dar continuidade ao que os impressionistas começaram, codificando suas descobertas de acordo com um método racional. Eles se aproveitam de Eugène Delacroix como o pai da pintura moderna, sendo que eles então o reivindicam como precursor de todo um movimento.

## Características

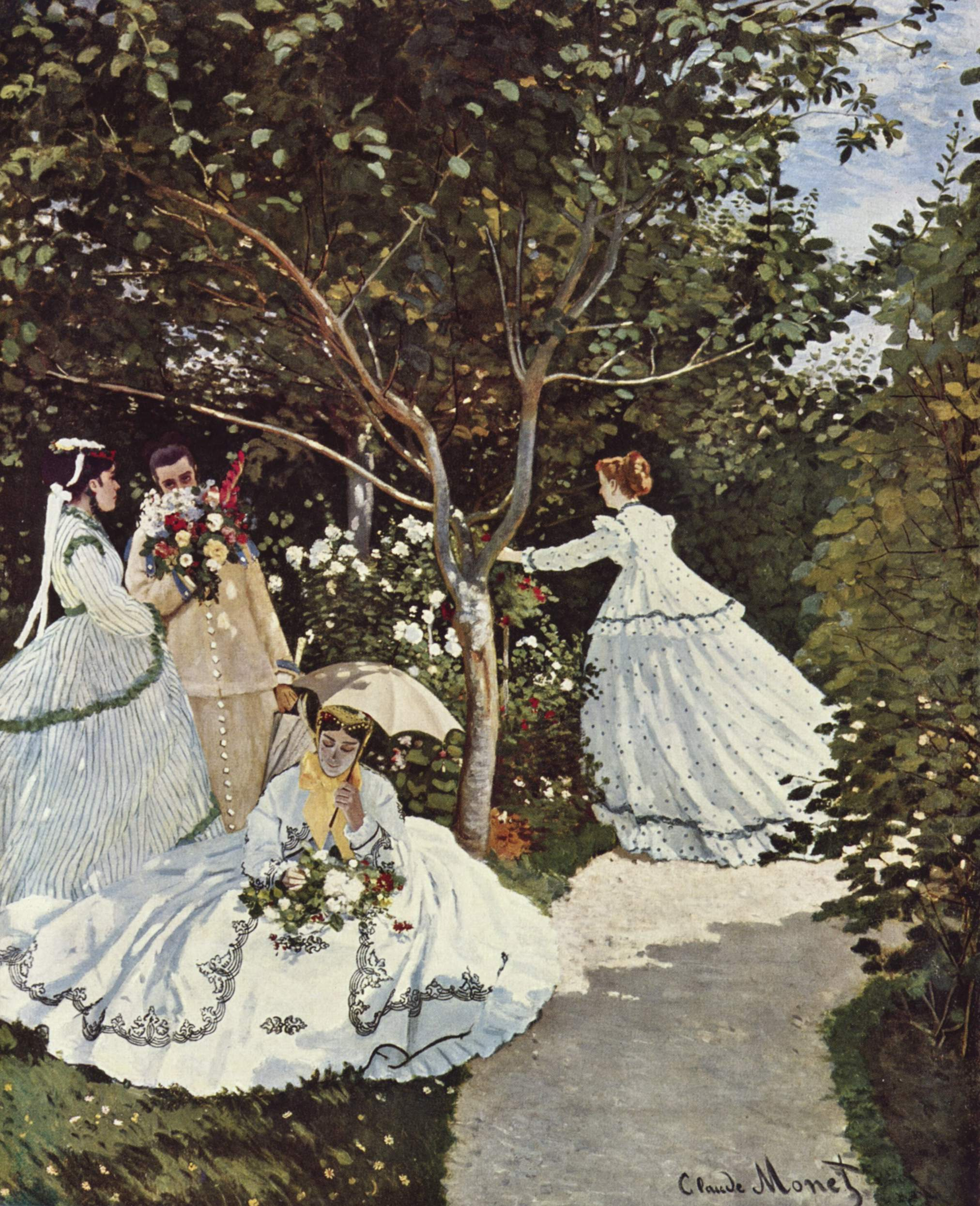
Monet: Mulheres no jardim de 1866

Orientações gerais que caracterizam a pintura:
- a pintura deve mostrar os pontos que os objetos adquirem ao refletir a luz do corpo num determinado momento, pois as cores da natureza mudam todo dia, dependendo da incidência da luz do sol;
- é também, com isto, uma pintura instantânea (captação do momento), recorrendo, inclusivamente, à fotografia;
- as figuras não devem ter contornos nítidos pois o desenho deixa de ser o principal meio estrutural do quadro, passando a ser a mancha/cor;
- as sombras devem ser luminosas e coloridas, tal como é a impressão visual que nos causam. O preto jamais é usado em uma obra impressionista plena;
- os contrastes de luz e sombra devem ser obtidos de acordo com a lei das cores complementares. Assim um amarelo próximo a um violeta produz um efeito mais real do que um claro-escuro muito utilizado pelos academicistas no passado. Essa orientação viria dar mais tarde origem ao [pontilhismo];
- as cores e tonalidades não devem ser obtidas pela mistura de pigmentos. Pelo contrário, devem ser puras e dissociadas no quadro em pequenas pinceladas. É o observador que, ao admirar a pintura, combina as várias cores, obtendo o resultado final. A mistura deixa, portanto, de ser técnica para se tornar óptica;
- O jogo da luz natural é enfatizado. É dada atenção especial ao reflexo das cores de objeto para objeto. Os pintores frequentemente trabalhavam à noite para produzir os effets de soir — os efeitos sombrios do entardecer ou do crepúsculo.[7].
- preferência pelos pintores em representar uma natureza morta a um objeto;
- Valorização de decomposição das cores.

Entre os principais expoentes do Impressionismo estão Claude Monet, Edouard Manet, Edgar Degas, Auguste Renoir, Alfred Sisley e Camille Pissarro. Podemos dizer ainda que Claude Monet foi um dos maiores artistas da pintura impressionista da época.
Orientações gerais que caracterizam o impressionista:
- rompe completamente com o passado;
- inicia pesquisas sobre a óptica e os efeitos (ilusões) ópticos;
- é contra a cultura tradicional;
- pertence a um grupo individualizado;
- falam de arte, sociedade, etc: não concordam com as mesmas coisas porém discordam do mesmo;
- vão pintar para o exterior, algo mais conveniente com a evolução da indústria, nomeadamente, telas com mais formatos, tubos com as várias tintas, entre outras coisas.

Os efeitos ópticos descobertos pela pesquisa fotográfica, sobre a composição de cores e a formação de imagens na retina do observador, influenciaram profundamente as técnicas de pintura dos impressionistas.
Eles não mais misturavam as tintas na tela, a fim de obter diferentes cores, mas utilizavam pinceladas de cores puras que colocadas uma ao lado da outra, são misturadas pelos olhos do observador, durante o processo de formação da imagem.
Ao invés das formas serem representadas exatamente como elas são, os artistas do impressionismo expressam as formas tal como elas se apresentam sobre a deformação da luz. O espaço e o volume são definidos não pelos contornos ou pela geometria precisa da perspectiva, mas sim pela degradação de cor e tons (entende-se por cor como a qualidade da cor, enquanto por tom entende-se o grau de intensidade das cores).
Os pintores impressionistas abandonam os contrastes de claro e escuro, e trocam os tons que normalmente se encaixariam nas sombras (marrons, negros, cinzentos) por tons como azuis, verdes, amarelos, entre outros. Para empregar certas cores, os pintores impressionistas usam de uma técnica chamada de mistura óptica, que consiste em justapor cores diferentes sobre a tela (e não misturá-las na paleta) para então sugerir uma nova cor aos olhos do espectador. Apesar de experimentarem com muitas noções científicas sobre cor e luz em suas pinturas, os pintores impressionistas não os aplicavam com regularidade. As pinturas expressionistas eram, acima de tudo, de uma grande espontaneidade, e rejeitavam teorias metódicas.

## Origens

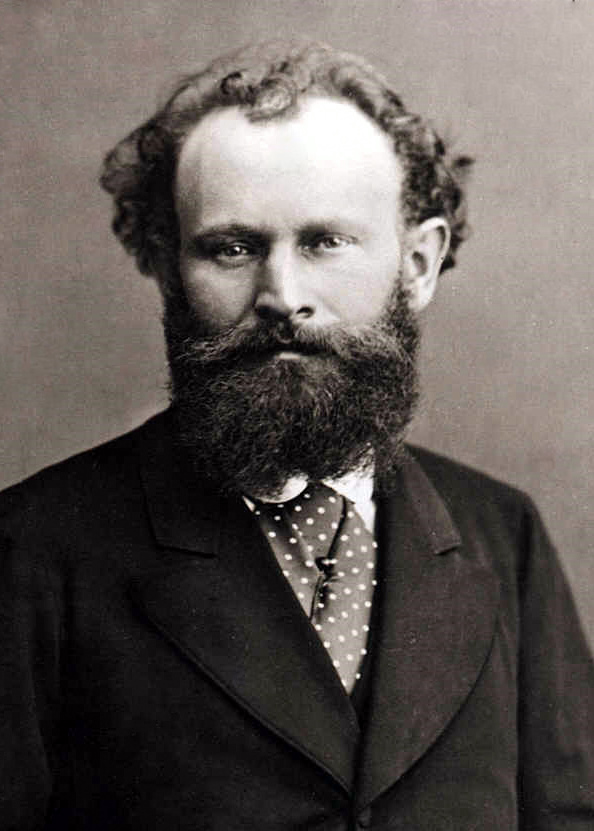
Édouard Manet

Édouard Manet não se considerava um impressionista, mas foi em torno dele que se reuniram grande parte dos artistas que viriam a ser chamados de impressionistas. O impressionismo possui a característica de quebrar os laços com o passado e diversas obras de Manet são inspiradas na tradição. Suas obras no entanto serviram de inspiração para os novos pintores.
O termo impressionismo surgiu devido a um dos primeiros quadros de Claude Monet (1840-1926) Impressão - Nascer do Sol, por causa de uma crítica feita ao quadro pelo pintor e escritor Louis Leroy "Impressão, Nascer do Sol -eu bem o sabia! Pensava eu, se estou impressionado é porque lá há uma impressão. E que liberdade, que suavidade de pincel! Um papel de parede é mais elaborado que esta cena marinha".
O termo “impressionistas” foi cunhado graças a uma exposição que ocorreu em Paris em abril de 1874, composta de artistas excluídos pela elite acadêmica. Foi a partir desta exposição que a crítica de Louis Leroy se deu, publicada no jornal Le Charivari. A expressão foi usada originalmente de forma pejorativa, mas Monet e seus colegas adotaram o título, sabendo da revolução que estavam iniciando.
Mas foi antes do impressionismo sequer se chamar impressionismo que sua estética surgiu. Os pintores impressionistas anteriores à sua época são encontrados muitas vezes entre os realistas, já que o impressionismo está amplamente vinculado à estética barroca e realista. A estética impressionista nasceu em Veneza, onde luz, cores e sensações foram incorporadas à pintura. Alguns grandes renascentistas, como Giorgione, Ticiano, Veronese e Tintoreto, em meados do século XV até o século XVI, deram prioridade à cor sobre a forma, onde tentaram traduzir a luz da vida real para a tela com pinceladas visíveis para trazer a ilusão de vida.
Mas não foi apenas em Veneza que a estética impressionista tomou forma. Na Espanha, com pintores como El Greco, Velázquez e Goya, há também resquícios desta estética em diversas obras. Seria com vazio entre as pinceladas, o emprego do preto e representação de momentos luminosos ou dinâmicos que o impressionismo espanhol se afirmaria enquanto estética.
Em Flandres, poucos pintores se atreveram a usar da estética impressionista, mas foi com as pinturas de Rubens (1577-1640) que um dos elementos chave desta estética surge: a composição de cores quentes passou a fazer parte da sombra. Esse foi um elemento que vemos repetido com frequência em outras pinturas expressionistas a partir daquele momento.
A feitura fragmentada, comumente achada nas pinturas impressionistas, no entanto, não surgiu com Rubens, mas com o pintor holandês do século XVII, Frans Hals (1580? - 1666). Sua técnica sugeria forma e volume a partir da luz criada pelas pinceladas. Foram também os paisagistas holandeses que abordaram o problema do "ao ar livre", problema este no qual impressionistas franceses se debruçaram mais tarde. Mesmo sem pintarem do lado de fora, dão a impressão do ar livre em suas telas.
Na Inglaterra, a conexão com o impressionismo e sua estética é clara. As paisagens eram tema das pinturas inglesas desde o final do século XVIII, e é no século XIX que três pintores ingleses vão influenciar diretamente a estética impressionista, sendo estes Constable, Bonington e Turner. Constable se utilizava, enfim, do estudo feito fora do ateliê para suas pinturas. Ele o considerava indispensável. Trazia em suas telas impressões fugazes, onde o vento e a atmosfera apareciam, apesar de não palpáveis. Através de suas pinturas ele estava determinado a captar em sua tela os aspectos mais voláteis da natureza. Suas obras exerceram grande influência sobre Delacroix. Por outro lado, Bonington também exerceu influência considerável sobre Delacroix e pode-se perceber algumas características impressionistas em seus estudos de atmosfera. Já Turner, pintor de paisagens marinhas, faz com que a água e o céu se confundam em suas pinturas por meio de uma construção específica da atmosfera.
Na França, foi no século XVII que a estética impressionista apareceu pela primeira vez, com Poussin, Claude Gellée, Watteau, Chardin, Joseph Vernet e Fragonard. Alguns destes pintores se aproximaram do impressionismo por conta de como trabalham com as cores, as luzes e as sombras; outros, por se utilizarem da paisagem como tema central da obra.
Mas uma das origens diretas do impressionismo foi, com certeza, Eugène Delacroix (1798-1863). Alguns autores acreditam que Delacroix mereça o nome de “pai do impressionismo” tanto quanto Claude Monet. Muitos veem nele um precursor do movimento, onde os reflexos coloridos são dados como extremamente importantes. Delacroix declarou, em 1852, que o cinzento era inimigo da pintura, mostrando mais uma vez sua ligação clara com o movimento impressionista. Ele também fez declarações que se relacionam com a mistura óptica e a fragmentação da pincelada, ambas características recorrentes das pinturas impressionistas.
A origem do grupo impressionista, no entanto, acontece mesmo em Paris. Em busca de um ensino de arte onde o pictórico fosse liberal, ganham força a Académie Suisse e o Ateliê Gleyre. A Académie Suisse, localizada no Quai de Orfèvres, era onde se trabalhava para ganhar pouco, onde havia uma grande liberdade e necessidade de independência. Lá foi onde estudaram nomes como Pissarro, Cézanne e Guillaumin. Foi quase ao mesmo tempo que fundava-se o Ateliê Gleyre, aberto por Charles Gleyre que era professor na Escola de Belas-Artes. O ateliê foi frequentado por Fréderic Bazille, Claude Monet, Reinoir e Sisley.
Esses grupos de artistas impressionistas, até então, não tinham local de encontro. Encontravam-se no ateliê de Fatin Latour ou no de Claude Monet. Mas queriam encontrar-se com maior frequência e em local mais adequado. Decidiram então encontrar-se em um café calmo, às quintas-feiras, mais precisamente no Café Guerbois. As reuniões se seguiram, principalmente, entre 1868 e 1870.
Na época, a fama de Manet fez com que seus colegas de grupo o considerassem o promotor da vanguarda. Ele viraria, então, o presidente dessas sessões. Agrupavam-se, nestas reuniões, nomes da pintura como: Constantin Guys, Claude Monet, Renoir, Pissarro, Sisley, Cézanne, Bazille, Fantin-Latour. Mas não apenas de pintores se constituía a reunião, contando também com escritores e críticos como Théodor Duret, Paul Alexis, Zacharie Astrux, Duranty, e outros membros, como o musicólogo Edouard Maitre e o fotógrafo Nadar.

## Impressionismo no Brasil

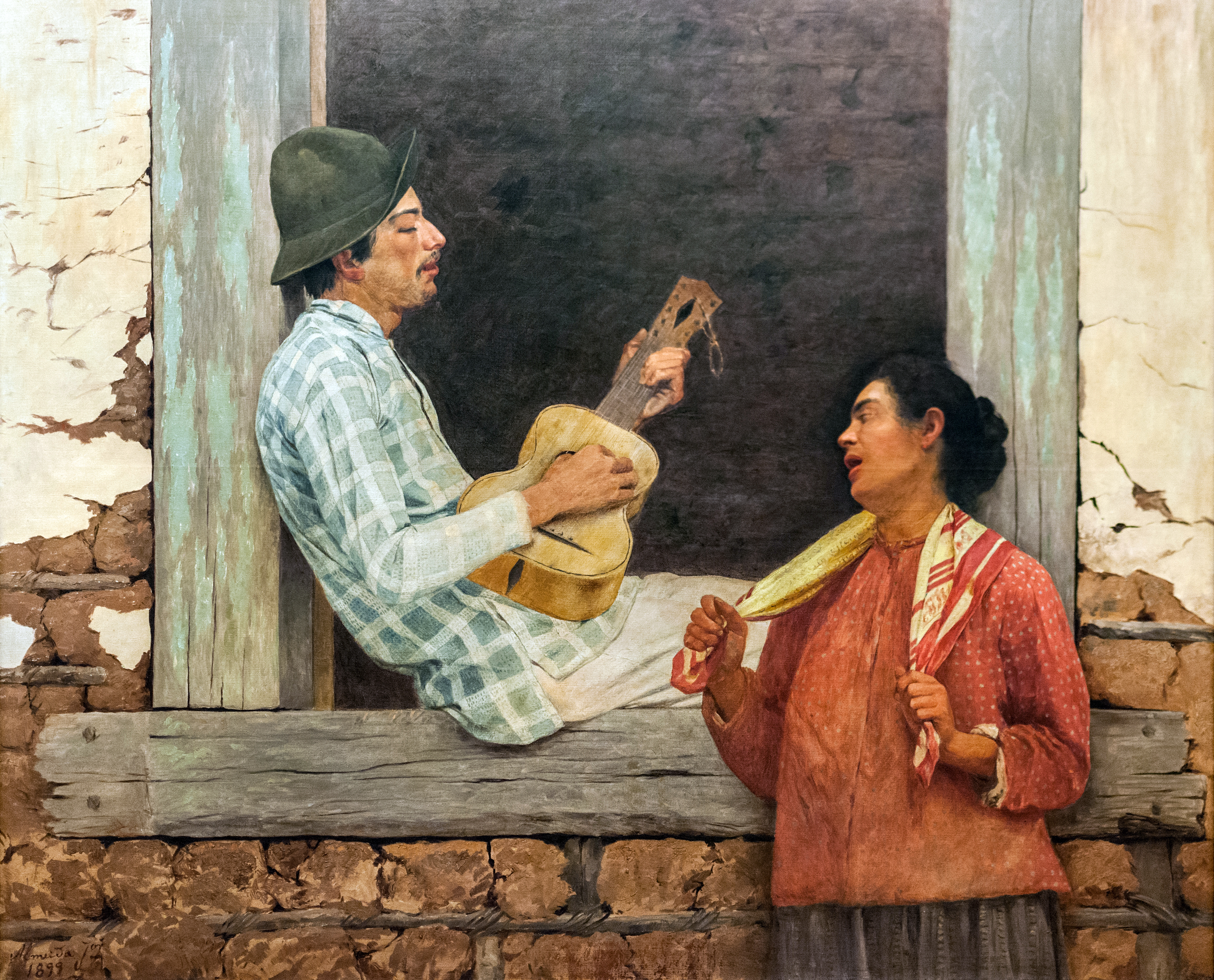
O Violeiro, de Almeida Júnior, 1899.

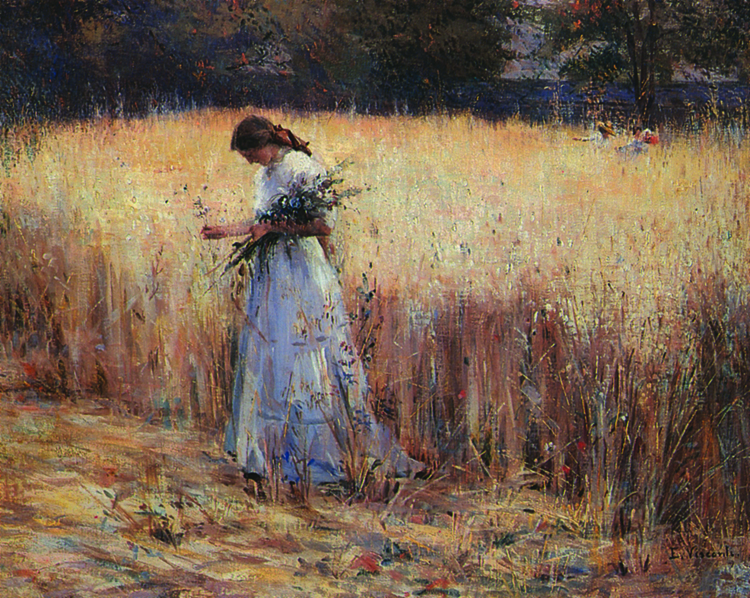
Eliseu Visconti - Moça no Trigal - c.1916

No início do século XX, Eliseu Visconti foi sem dúvida o artista que melhor representou os postulados impressionistas no Brasil. Sobre o impressionismo de Visconti, diz Flávio de Aquino: Visconti é, para nós, o precursor da arte dos nossos dias, o nosso mais legítimo representante de uma das mais importantes etapas da pintura contemporânea: o impressionismo. Trouxe-o da França ainda quente das discussões, vivo; transformou-o, ante o motivo brasileiro, perante a cor e a atmosfera luminosa do nosso País.
Principais pintores impressionistas brasileiros: Eliseu Visconti, Almeida Júnior, Timótheo da Costa, Georgina de Albuquerque, Henrique Cavaleiro, Vicente do Rego Monteiro e Alfredo Andersen.

## Música e literatura
Música impressionista foi e é o nome dado ao movimento da música clássica europeia que surgiu no fim do século XIX e continuou até o meio do século XX. Originando-se na França, música impressionista é caracterizada por sugestão e atmosfera. Compositores impressionistas preferiam composições com formas mais curtas, tais como o nocturne, arabesque, e o prelúdio; além disto, frequentemente exploravam escalas, como a escala hexafônica ou também chamada de tons inteiros.
A influência de impressionismo visual na sua contraparte musical é bem discutida. Claude Debussy e Maurice Ravel são considerados, em geral, os maiores compositores impressionistas. Mas, Debussy não concordou com o termo, chamando-o de invenção dos críticos. Entre outros músicos impressionistas fora da França incluem-se obras de Ralph Vaughan Williams e Ottorino Respighi.
Com Clair de Lune de Debussy e Bolero de Ravel, vemos que há ainda vestígios do romantismo na música impressionista.

### Literatura
O termo impressionismo também é usado para descrever obras de literatura nas quais basta acrescentar poucos detalhes para estabelecer as impressões sensoriais de um incidente ou cena. Literatura impressionista é bem relacionada a simbolismo, entre os seus melhores exemplares podemos encontrar: Baudelaire, Mallarmé, Rimbaud e Verlaine. Autores tais como Virginia Woolf e Joseph Conrad escreveram trabalhos impressionistas de modo que, em vez de interpretar, eles descrevem as impressões, sensações e emoções que constituem uma vida mental de um caráter.
Existem três tendências de análise do impressionismo literário: a negativista, a comparatista e a narrativista. Em termos simples, é possível dizer que enquanto a negativista é uma crítica e a narrativista uma defesa ao impressionismo literário, a comparatista é um intermédio das duas posições, tendo muitas vezes argumentos contrastantes no seu meio.
Enquanto o impressionismo pictórico se baseia na ideia de levar ao espectador uma experiência visual que se baseia muitas vezes no contraste de cor, o impressionismo literário cria uma experiência sensorial baseada em sentimentos, expressões, impressões através da escrita. Para tanto, constroem-se os personagens a fim de criar uma compreensão do indivíduo que seja “fragmentada e nuançada”. Dessa forma, quebra-se com um modelo de romance clássico que era então o vigente.
Assim como o impressionismo na pintura, o impressionismo literário também representou uma revolução para literatura. Ambos não se alinham com escolas ou tradições; se opõe à forma de pensar automática e baseiam suas obras na impressão pura. No caso do impressionismo literário, ao utilizar-se de uma expressão no código da língua, esta é atravessada pelas impressões pessoais do sujeito que a escreve e que a lê, sendo repletas de expressões e memórias. Há uma ressignificação do pensamento, então, que passa por situações comunicacionais particulares.
Mas apesar de semelhantes em diversos casos, o impressionismo literário não assume interdependência com o impressionismo pictórico. O termo se mantém o mesmo devido a duas semelhanças básicas: ambos os autores dos movimentos se contrapõem à arte vigente e propõe algo novo frente ao sucesso do estilo vigente; ambos os movimentos se utilizam de uma experimentação específica que seria uma reflexão relacionada à materialidade da arte (no caso do pictórico, as telas “inacabadas” e no caso do literário, as experimentações com a narrativa e o narrador).
Na essência do impressionismo literário encontra-se um conceito baseado na diferença entre a percepção de um fenômeno e seu reconhecimento. A este conceito dá-se o nome de delayed decoding, processo que se utiliza da subjetividade consciente do leitor na obra. Tal processo parte da premissa de que atrasando a informação objetiva, consegue-se que o leitor se utilize de suas próprias impressões subjetivas para então depois apresentar a informação concreta.
O delayed decoding faz uso de uma ordem inversa de apresentação das ideias, quebrando com a linearidade da história. Esse movimento tem a intenção de conectar as subjetividades dos personagens, fazendo com que estes fiquem no mesmo patamar epistemológico que o leitor. Neste sentido o impressionismo literário requer mais de quem lê, já que deixa na confusão os leitores.
É por conta do delayed decoding que a narração se consolida como elemento chave para o impressionismo literário, já que é ele que traz a sensação imediata, a impressão instantânea ao leitor. Neste sentido, o impressionismo literário se diferencia em técnica do impressionismo pictórico por não apresentar apenas uma percepção visual.
A revolução técnica do impressionismo literário se dá em especial no âmbito da narrativa, e contribui para que, no século XX, este movimento ganhe um importante papel na evolução da narrativa como teoria. A narrativa ficcional, no caso, é a mais apropriada na representação da consciência, já que ao invés de imitar a fala de terceiros, a narrativa é, em primeiro lugar, um ato de linguagem. O nivelamento epistemológico entre leitor e narrador ocorre em especial por conta da autonomia da linguagem verbal no impressionismo literário.
Usa-se constantemente o termo “sensação” dentro do impressionismo literário, da mesma forma como ele é usado frequentemente no impressionismo pictórico. Isso porque a noção de sensação é a que define a impressão, que se trata de um efeito sobre o sentido. A sensação é o elemento que funda o sentimento do receptor que observa, ou no caso do impressionismo literário, que lê.